# Benešov (ort i Tjeckien, Södra Mähren)
Benešov är en ort i Tjeckien.   Den ligger i regionen Södra Mähren, i den östra delen av landet, 180 km öster om huvudstaden Prag. Benešov ligger 678 meter över havet och antalet invånare är 609.
Terrängen runt Benešov är kuperad åt nordväst, men åt sydost är den platt. Benešov ligger uppe på en höjd. Runt Benešov är det ganska glesbefolkat, med 31 invånare per kvadratkilometer. Närmaste större samhälle är Boskovice, 8,3 km väster om Benešov. I omgivningarna runt Benešov växer i huvudsak blandskog.